# Вігонт Якоб Давидович
Якоб Давидович Вігонт (24 квітня 1892, хутір Леясславак Роненбурзької волості Венденського повіту Ліфляндської губернії, тепер Латвія — ?) — радянський діяч, член ВУЦВК. Член Центральної контрольної комісії КП(б)У в 1930—1934 роках.

## Життєпис
Народився в селянській родині. 1897 року помер батько. З семирічного віку Якобу Вігонту довелося йти на заробітки та працювати сім років пастухом. З 1906 року працював два роки на лісозаготівлях і три роки на сільськогосподарських роботах, півтора року був робітником булочної Унта в Смілтіне, потім працював рік на текстильній фабриці, звідки був звільнений за підозру в революційному русі та неблагонадійності. Переїхав до сестри, з якої організував перукарню в Роненбурзі, де також концентрувалася вся революційна робота.
Член РСДРП(б) з 1910 року. Належав до Венденської організації Каленського району.
У 1913 році — голова культурного товариства, через яке проводив соціал-демократичну партійну пропаганду. За це у 1914 році був заарештований та засуджений до грошового штрафу. На початку Першої світової війни працював серед мобілізованих, організовував масовки та поширював прокламації проти війни. У грудні 1914 році заарештований під час перевезення партійної літератури. До травня 1915 року сидів у Венденській в'язниці. Потім був висланий на заслання до села Іванівки Шариповської волості Ачинського повіту Єнісейської губернії. Працював у заможного селянина, вів революційну пропаганду серед бідних селян. Знову заарештований та після 3-х місячного тюремного ув'язнення висланий до Туруханського краю. Із заслання втік, але незабаром був спійманий та після побиття відправлений назад. Через 8 місяців знову влаштував втечу, на цей раз вдалу.
Нелегально працював на лісопильному заводі в Красноярську. Потім переїхав до Іркутська, де працював чорноробом на електростанції. Брав участь у Лютневій революції 1917 року в Іркутську і після повалення місцевої царської влади поїхав до Латвії, де був обраний на з'їзді безземельних селян членом Латвійської коаліції Ради депутатів.
Після Жовтневого перевороту 1917 року — член Ради робітничих, селянських і червоноармійських депутатів Латвії. Одночасно голова виконавчого комітету Роненбурзької ради та голова Роненбурзького районного комітету Латвійської комуністичної партії. Організував у Роненбурзькому районі радянський партизанський загін, який під час наступу німців у лютому 1918 року відступив із Латвії до Петрограда та воював у районі річки Неви.
У 1918 році — співробітник відділу по боротьбі із спекуляцією; інструктор з організації губернських та повітових надзвичайних комісій в «іногородньому» відділі Всеросійської надзвичайної комісії (ВЧК). Брав участь у ліквідації есерівських повстань в Козлові Тамбовської губернії та в місті Владимирі. Потім служив у Архангельській губернській ЧК та на Архангельському фронті.
У грудні 1918 року відряджений в Латвію для підпільної партійної роботи в тилу у німців. У 1919 році, після окупації Латвії радянськими військами, обраний членом Венденського виконавчого комітету та завідувачем відділу комунального господарства у Вендені. Через п'ять місяців евакуювався з Латвії до міста Режиці, де п'ять місяців працював завідувачем відділу комунального господарства революційного комітету.
Наприкінці 1919 року вступив до Червоної армії, служив у розвідувальній частині Ліфляндсько-Курляндської групи. Потім працював політичним працівником у 14-й армії РСЧА, інструктором відділу революційних комітетів 15-ї армії РСЧА. Воював на Південному та Польському фронтах. У 1921 році демобілізований із армії через хворобу.
З 1921 року — член колегії Торопецького повітового земельного управління та завідувач Торопецької повітової ради колгоспів Псковської губернії. Одночасно був членом правління Спілки Всеробітземлісу.
До квітня 1923 року — завідувач радгоспу Торопецького повіту Псковської губернії.
Через хворобу (туберкульоз) переїхав на південь до міста Одеси. У 1923 році працював членом правління Херсонського окружного відділу Всеробітземлісу та інспектором охорони праці.
З вересня 1923 до лютого 1926 року навчався на робітничому факультеті Одеського сільськогосподарського інституту. Під час навчання обирався міжвузівським уповноваженим профспілок, головою комітету із стипендій та секретарем комуністичного осередку Одеського сільськогосподарського інституту. У 1925 році обраний членом Одеської окружної контрольної комісії КП(б)У. 
З лютого 1926 року — відповідальний секретар президії Одеської окружної контрольної комісії КП(б)У — робітничо-селянської інспекції. На цій посаді пропрацював шість місяців. Потім переведений на посаду відповідального секретаря партійного контролю Одеської контрольної комісії. Також обирався до міської ради міста Одеси, де очолював секцію робітничо-селянської інспекції.
У грудні 1928 — 1930 року — голова Лубенської окружної контрольної комісії КП(б)У — робітничо-селянської інспекції.
На 1930—1931 роки — голова міської контрольної комісії КП(б)У — робітничо-селянської інспекції на Миколаївщині.
Подальша доля невідома.